# Santa Magdalena de la Cortada dels Llucs
Santa Magdalena de la Cortada dels Llucs és una església de Santa Maria de Merlès (Berguedà) inclosa a l'Inventari del Patrimoni Arquitectònic de Catalunya.

## Descripció
És una capella de planta quadrada i coberta a quatre vessants. Tot el parament de la capella està fet amb carreus grossos i regulars de pedra ben treballada col·locats a trencajunt. Els carreus que hi ha sobre la porta estan col·locats de forma escairada. A la façana principal hi ha la porta, allindada, amb una motllura que ressegueix la part superior decorada en els extrems amb uns monstres estilitzats. Per sobre la porta hi ha una cornisa que divideix la façana en dues meitats.

## Història
La data de construcció de la capella de Cortada dels Llucs és l'any 1557. A la llinda de la porta s'especifica que fou renovada l'any 1890 s'hi poden apreciar dues inscripcions on s'hi pot llegir "JOAN CORTADA 1552" i "RENOBAT 1890" (sic).